# Milmersdorf
Milmersdorf is een gemeente in de Duitse deelstaat Brandenburg, en maakt deel uit van de Landkreis Uckermark. Met vier andere gemeenten maakt de gemeente deel uit van het Amt Gerswalde.
Milmersdorf telt 1.463 inwoners.